# Olympische Sommerspiele 2012/Teilnehmer (Ägypten)
| Gelbes Symbol für Goldmedaillen mit stilisierten Olympischen Ringen | Graues Symbol für Silbermedaillen mit stilisierten Olympischen Ringen | Braundes Symbol für Bronzemedaillen mit stilisierten Olympischen Ringen |
| ------------------------------------------------------------------- | --------------------------------------------------------------------- | ----------------------------------------------------------------------- |
| —                                                                   | 3                                                                     | 1                                                                       |

Ägypten nahm in London an den Olympischen Spielen 2012 teil. Es war die insgesamt 21. Teilnahme an Olympischen Sommerspielen. Vom ägyptischen NOC al-Ladschna al-ulimbiyya al-misriyya wurden insgesamt 113 Athleten in 19 Sportarten nominiert.

## Flaggenträger
Der Judoka Hesham Mesbah trug die Flagge Ägyptens während der Eröffnungsfeier.

## Medaillen

### Medaillenspiegel
| Medaillenspiegel Ägypten |              |   |   |   |        |
| Platz                    | Sportart     |   |   |   | Gesamt |
| 1                        | Gewichtheben | — | 1 | 1 | 2      |
| 2                        | Fechten      | — | 1 | — | 1      |
|                          | Ringen       | — | 1 | — | 1      |
| Total                    | Total        | — | 3 | 1 | 4      |

### Medaillengewinner

#### Silber
| Name                   | Sportart     | Wettkampf                                   |
| ---------------------- | ------------ | ------------------------------------------- |
| Alaaeldin Abouelkassem | Fechten      | Florett Einzel Männer                       |
| Abir Abdelrahman       | Gewichtheben | Frauen, Klasse bis 75 kg                    |
| Karam Ibrahim          | Ringen       | griechisch-römisch Männer, Klasse bis 84 kg |

#### Bronze
| Name        | Sportart     | Wettkampf                |
| ----------- | ------------ | ------------------------ |
| Tarek Yehia | Gewichtheben | Männer, Klasse bis 85 kg |

## Teilnehmer nach Sportarten

### Badminton
| Athleten    | Wettbewerb | Gruppenphase        | Gruppenphase                        | Gruppenphase | Gruppenphase | Achtelfinale  | Achtelfinale  | Viertelfinale | Viertelfinale | Halbfinale    | Halbfinale    | Finale        | Finale        | Rang |
| Athleten    | Wettbewerb | Gegner              | Ergebnis                            | Punkte       | Rang         | Gegner        | Ergebnis      | Gegner        | Ergebnis      | Gegner        | Ergebnis      | Gegner        | Ergebnis      | Rang |
| ----------- | ---------- | ------------------- | ----------------------------------- | ------------ | ------------ | ------------- | ------------- | ------------- | ------------- | ------------- | ------------- | ------------- | ------------- | ---- |
| Frauen      |            |                     |                                     |              |              |               |               |               |               |               |               |               |               |      |
| Hadia Hosny | Einzel     | C. Magee Pi Hongyan | 0:2 (17:21, 6:21) 0:2 (11:21, 9:21) | 0:4 (43:84)  | 3            | ausgeschieden | ausgeschieden | ausgeschieden | ausgeschieden | ausgeschieden | ausgeschieden | ausgeschieden | ausgeschieden | 33   |

### Bogenschießen
| Athleten      | Wettbewerb | Qualifikation | Qualifikation | 1. Runde       | 1. Runde | 2. Runde      | 2. Runde      | Achtelfinale  | Achtelfinale  | Viertelfinale | Viertelfinale | Halbfinale    | Halbfinale    | Finale        | Finale        | Rang |
| Athleten      | Wettbewerb | Ringe         | Rang          | Gegner         | Ergebnis | Gegner        | Ergebnis      | Gegner        | Ergebnis      | Gegner        | Ergebnis      | Gegner        | Ergebnis      | Gegner        | Ergebnis      | Rang |
| ------------- | ---------- | ------------- | ------------- | -------------- | -------- | ------------- | ------------- | ------------- | ------------- | ------------- | ------------- | ------------- | ------------- | ------------- | ------------- | ---- |
| Frauen        |            |               |               |                |          |               |               |               |               |               |               |               |               |               |               |      |
| Nada Kamel    | Einzel     | 611           | 56            | Xenija Perowa  | 0:6      | ausgeschieden | ausgeschieden | ausgeschieden | ausgeschieden | ausgeschieden | ausgeschieden | ausgeschieden | ausgeschieden | ausgeschieden | ausgeschieden | 33   |
| Männer        |            |               |               |                |          |               |               |               |               |               |               |               |               |               |               |      |
| Ahmed El-Nemr | Einzel     | 644           | 57            | Crispin Duenas | 6:2      | Kuo Cheng-wei | 2:6           | ausgeschieden | ausgeschieden | ausgeschieden | ausgeschieden | ausgeschieden | ausgeschieden | ausgeschieden | ausgeschieden | 17   |

### Boxen
| Athleten        | Wettbewerb                   | 1. Runde         | 1. Runde               | Achtelfinale    | Achtelfinale          | Viertelfinale | Viertelfinale | Halbfinale    | Halbfinale    | Finale        | Finale        | Rang |
| Athleten        | Wettbewerb                   | Gegner           | Ergebnis               | Gegner          | Ergebnis              | Gegner        | Ergebnis      | Gegner        | Ergebnis      | Gegner        | Ergebnis      | Rang |
| --------------- | ---------------------------- | ---------------- | ---------------------- | --------------- | --------------------- | ------------- | ------------- | ------------- | ------------- | ------------- | ------------- | ---- |
| Männer          |                              |                  |                        |                 |                       |               |               |               |               |               |               |      |
| Ramy Elawady    | Halbfliegengewicht bis 49 kg | Freilos          | Freilos                | Ferhat Pehlivan | 6:20 (3:8, 2:5, 1:7)  | ausgeschieden | ausgeschieden | ausgeschieden | ausgeschieden | ausgeschieden | ausgeschieden | 9    |
| Hesham Abdelaal | Fliegengewicht bis 52 kg     | Benson Njangiru  | 19:16 (6:6, 8:5, 5:5)  | J. Latipov      | 11:21 (4:6, 4:9, 3:6) | ausgeschieden | ausgeschieden | ausgeschieden | ausgeschieden | ausgeschieden | ausgeschieden | 9    |
| Mohamed Eliwa   | Leichtgewicht bis 60 kg      | Han Soon-chul    | 6:11 (2:3, 3:5, 1:3)   | ausgeschieden   | ausgeschieden         | ausgeschieden | ausgeschieden | ausgeschieden | ausgeschieden | ausgeschieden | ausgeschieden | 17   |
| Eslam Mohamed   | Halbweltergewicht bis 64 kg  | Gyula Káté       | 10:16 (3:2, 4:7, 3:7)  | ausgeschieden   | ausgeschieden         | ausgeschieden | ausgeschieden | ausgeschieden | ausgeschieden | ausgeschieden | ausgeschieden | 17   |
| Mohamed Hikal   | Mittelgewicht bis 75 kg      | Soltan Migitinov | 12:20 (2:4, 5:10, 5:6) | ausgeschieden   | ausgeschieden         | ausgeschieden | ausgeschieden | ausgeschieden | ausgeschieden | ausgeschieden | ausgeschieden | 17   |

### Fechten
| Athleten                                                      | Wettbewerb         | 1. Runde         | 1. Runde | 2. Runde               | 2. Runde      | Achtelfinale   | Achtelfinale  | Viertelfinale  | Viertelfinale | Halbfinale      | Halbfinale    | Finale        | Finale        | Rang   |
| Athleten                                                      | Wettbewerb         | Gegner           | Ergebnis | Gegner                 | Ergebnis      | Gegner         | Ergebnis      | Gegner         | Ergebnis      | Gegner          | Ergebnis      | Gegner        | Ergebnis      | Rang   |
| ------------------------------------------------------------- | ------------------ | ---------------- | -------- | ---------------------- | ------------- | -------------- | ------------- | -------------- | ------------- | --------------- | ------------- | ------------- | ------------- | ------ |
| Frauen                                                        |                    |                  |          |                        |               |                |               |                |               |                 |               |               |               |        |
| Mona Hassanein                                                | Degen Einzel       | Hsu Jo-ting      | 10:15    | ausgeschieden          | ausgeschieden | ausgeschieden  | ausgeschieden | ausgeschieden  | ausgeschieden | ausgeschieden   | ausgeschieden | ausgeschieden | ausgeschieden | 33     |
| Eman El-Gammal                                                | Florett Einzel     | Johana Fuenmayor | 9:15     | ausgeschieden          | ausgeschieden | ausgeschieden  | ausgeschieden | ausgeschieden  | ausgeschieden | ausgeschieden   | ausgeschieden | ausgeschieden | ausgeschieden | 33     |
| Shaimaa El-Gammal                                             | Florett Einzel     | Mona Shaito      | 6:7      | ausgeschieden          | ausgeschieden | ausgeschieden  | ausgeschieden | ausgeschieden  | ausgeschieden | ausgeschieden   | ausgeschieden | ausgeschieden | ausgeschieden | 33     |
| Iman Shaban                                                   | Florett Einzel     | Freilos          | Freilos  | Astrid Guyart          | 2:15          | ausgeschieden  | ausgeschieden | ausgeschieden  | ausgeschieden | ausgeschieden   | ausgeschieden | ausgeschieden | ausgeschieden | 17     |
| Eman El-Gammal Shaimaa El-Gammal Iman Shaban Rana El Husseiny | Florett Mannschaft | –                | –        | –                      | –             | Großbritannien | 34:45         | ausgeschieden  | ausgeschieden | ausgeschieden   | ausgeschieden | ausgeschieden | ausgeschieden | 9      |
| Salma Mahran                                                  | Säbel Einzel       | Dagmara Wozniak  | 6:15     | –                      | –             | ausgeschieden  | ausgeschieden | ausgeschieden  | ausgeschieden | ausgeschieden   | ausgeschieden | ausgeschieden | ausgeschieden | 17     |
| Männer                                                        |                    |                  |          |                        |               |                |               |                |               |                 |               |               |               |        |
| Ayman Fayez                                                   | Degen Einzel       | Rubén Limardo    | 13:15    | –                      | –             | ausgeschieden  | ausgeschieden | ausgeschieden  | ausgeschieden | ausgeschieden   | ausgeschieden | ausgeschieden | ausgeschieden | 17     |
| Alaaeldin Abouelkassem                                        | Florett Einzel     | Freilos          | Freilos  | Miles Chamley-Watson   | 15:10         | Peter Joppich  | 15:10         | Andrea Cassarà | 15:10         | Choi Byung-chul | 15:12         | Lei Sheng     | 13:15         | Silber |
| Tarek Ayad                                                    | Florett Einzel     | Anas Mostafa     | 15:5     | Alexei Tscheremissinow | 8:15          | ausgeschieden  | ausgeschieden | ausgeschieden  | ausgeschieden | ausgeschieden   | ausgeschieden | ausgeschieden | ausgeschieden | 17     |
| Anas Mostafa                                                  | Florett Einzel     | Tarek Ayad       | 5:15     | ausgeschieden          | ausgeschieden | ausgeschieden  | ausgeschieden | ausgeschieden  | ausgeschieden | ausgeschieden   | ausgeschieden | ausgeschieden | ausgeschieden | 33     |
| Alaaeldin Abouelkassem Tarek Ayad Sherif Farrag               | Florett Mannschaft | –                | –        | –                      | –             | Großbritannien | 33:45         | ausgeschieden  | ausgeschieden | ausgeschieden   | ausgeschieden | ausgeschieden | ausgeschieden | 9      |
| Mannad Zeid                                                   | Säbel Einzel       | Peng Kean Yu     | 12:15    | ausgeschieden          | ausgeschieden | ausgeschieden  | ausgeschieden | ausgeschieden  | ausgeschieden | ausgeschieden   | ausgeschieden | ausgeschieden | ausgeschieden | 33     |

### Fußball
| Wettbewerb    | Männer |
| ------------- | --- |
| Athleten      | Ahmed Abd Elgaber Mohamed Abo Treka Shehab Ahmed Mahmoud Alaa Eldin Mohamed Bassam Mohamed El Neny Ahmed Elshenawi Omar Gaber Mohamed Salah Ghaly Hossam Hassan Mohamed Abdallah Ahmed Hegazy Ahmed Fathi Ibrahim Aly Lotfi Ahmed Magdy Emad Ibrahim Mohamed Abdel Naby Marwan Mohsen Aly Fathy Omar Aly Eslam Ramadan Saadeldin Saad Saleh Gomaa Mohamed Sobhi Salah Soliman |
| Trainer       | Hany Ramzy |
| Gruppenphase  | Brasilien 2:3 (0:3) Neuseeland 1:1 (1:1) Belarus 3:1 (0:0) |
| Viertelfinale | Japan 0:3 (0:1) |
| Halbfinale    | ausgeschieden |
| Finale        | ausgeschieden |
| Platzierung   | 8 |

### Gewichtheben
| Athleten                       | Wettbewerb        | Reißen  | Reißen | Stoßen  | Stoßen | Zweikampf | Zweikampf | Rang   |
| Athleten                       | Wettbewerb        | Gewicht | Rang   | Gewicht | Rang   | Gewicht   | Rang      | Rang   |
| ------------------------------ | ----------------- | ------- | ------ | ------- | ------ | --------- | --------- | ------ |
| Frauen                         |                   |         |        |         |        |           |           |        |
| Esmat Ahmed                    | Klasse bis 69 kg  | 105 kg  | 9      | 130 kg  | 9      | 135 kg    | 9         | 9      |
| Abir Abdelrahman               | Klasse bis 75 kg  | 118 kg  | 5      | 140 kg  | 5      | 258 kg    | 2         | Silber |
| Nahla Ramadan                  | Klasse über 75 kg | 122 kg  | 6      | 155 kg  | 5      | 277 kg    | 5         | 5      |
| Männer                         |                   |         |        |         |        |           |           |        |
| Ahmed Saad                     | Klasse bis 62 kg  | 130 kg  | 10     | 162 kg  | 9      | 292 kg    | 9         | 9      |
| Mohamed Abdel Baki             | Klasse bis 69 kg  | 145 kg  | 9      | 171 kg  | 10     | 316 kg    | 10        | 10     |
| Ibrahim Ramadan Ibrahim        | Klasse bis 77 kg  | 155 kg  | 6      | 192 kg  | 5      | 347 kg    | 5         | 5      |
| Tarek Yehia                    | Klasse bis 85 kg  | 165 kg  | 6      | 210 kg  | 2      | 375 kg    | 3         | Bronze |
| Abdelhay Saad Abdelrazek Ragab | Klasse bis 85 kg  | 165 kg  | 6      | 207 kg  | 4      | 372 kg    | 6         | 6      |

### Judo
| Athleten         | Wettbewerb         | 1. Runde Round of 64 | 1. Runde Round of 64 | 2. Runde Round of 32 | 2. Runde Round of 32 | Achtelfinale Round of 16 | Achtelfinale Round of 16 | Viertelfinale Quarter Final | Viertelfinale Quarter Final | Hoffnungsrunde Halbfinale Repechage | Hoffnungsrunde Halbfinale Repechage | Halbfinale    | Halbfinale    | Hoffnungsrunde Finale Bronze Medal | Hoffnungsrunde Finale Bronze Medal | Finale        | Finale        | Rang |
| Athleten         | Wettbewerb         | Gegner               | Ergebnis             | Gegner               | Ergebnis             | Gegner                   | Ergebnis                 | Gegner                      | Ergebnis                    | Gegner                              | Ergebnis                            | Gegner        | Ergebnis      | Gegner                             | Ergebnis                           | Gegner        | Ergebnis      | Rang |
| ---------------- | ------------------ | -------------------- | -------------------- | -------------------- | -------------------- | ------------------------ | ------------------------ | --------------------------- | --------------------------- | ----------------------------------- | ----------------------------------- | ------------- | ------------- | ---------------------------------- | ---------------------------------- | ------------- | ------------- | ---- |
| Männer           |                    |                      |                      |                      |                      |                          |                          |                             |                             |                                     |                                     |               |               |                                    |                                    |               |               |      |
| Ahmed Awad       | Klasse bis 66 kg   | Freilos              | Freilos              | Humaid al-Derei      | 101-0001             | Tərlan Kərimov           | 0002-002                 | ausgeschieden               | ausgeschieden               | ausgeschieden                       | ausgeschieden                       | ausgeschieden | ausgeschieden | ausgeschieden                      | ausgeschieden                      | ausgeschieden | ausgeschieden | 9    |
| Hussein Hafiz    | Klasse bis 73 kg   | Freilos              | Freilos              | Osman Murillo        | 020-0003             | Ugo Legrand              | 0104-100                 | ausgeschieden               | ausgeschieden               | ausgeschieden                       | ausgeschieden                       | ausgeschieden | ausgeschieden | ausgeschieden                      | ausgeschieden                      | ausgeschieden | ausgeschieden | 9    |
| Hesham Mesbah    | Klasse bis 90 kg   | –                    | –                    | Timur Bolat          | 0011-1002            | ausgeschieden            | ausgeschieden            | ausgeschieden               | ausgeschieden               | ausgeschieden                       | ausgeschieden                       | ausgeschieden | ausgeschieden | ausgeschieden                      | ausgeschieden                      | ausgeschieden | ausgeschieden | 17   |
| Ramadan Darwish  | Klasse bis 100 kg  | –                    | –                    | Thierry Fabre        | 0002-0011            | ausgeschieden            | ausgeschieden            | ausgeschieden               | ausgeschieden               | ausgeschieden                       | ausgeschieden                       | ausgeschieden | ausgeschieden | ausgeschieden                      | ausgeschieden                      | ausgeschieden | ausgeschieden | 17   |
| Islam El-Shehaby | Klasse über 100 kg | –                    | –                    | Ihar Makarau         | 000-002              | ausgeschieden            | ausgeschieden            | ausgeschieden               | ausgeschieden               | ausgeschieden                       | ausgeschieden                       | ausgeschieden | ausgeschieden | ausgeschieden                      | ausgeschieden                      | ausgeschieden | ausgeschieden | 17   |

### Kanu

#### Kanurennsport
| Athleten        | Wettbewerb | Vorlauf      | Vorlauf | Halbfinale    | Halbfinale    | Finale        | Finale        | Rang |
| Athleten        | Wettbewerb | Zeit         | Rang    | Zeit          | Rang          | Zeit          | Rang          | Rang |
| --------------- | ---------- | ------------ | ------- | ------------- | ------------- | ------------- | ------------- | ---- |
| Männer          |            |              |         |               |               |               |               |      |
| Mostafa Mansour | K-1 200 m  | 40,507 s     | 20      | ausgeschieden | ausgeschieden | ausgeschieden | ausgeschieden | 20   |
| Mostafa Mansour | K-1 1000 m | 4:09,651 min | 21      | ausgeschieden | ausgeschieden | ausgeschieden | ausgeschieden | 21   |

### Leichtathletik
Laufen und Gehen 
| Athleten                  | Wettbewerb | Vorlauf | Vorlauf | Runde 1          | Runde 1          | Halbfinale    | Halbfinale    | Finale        | Finale        | Rang |
| Athleten                  | Wettbewerb | Zeit    | Rang    | Zeit             | Rang             | Zeit          | Rang          | Zeit          | Rang          | Rang |
| ------------------------- | ---------- | ------- | ------- | ---------------- | ---------------- | ------------- | ------------- | ------------- | ------------- | ---- |
| Frauen                    |            |         |         |                  |                  |               |               |               |               |      |
| Noura Elsayed             | 800 m      | –       | –       | nicht angetreten | nicht angetreten | ausgeschieden | ausgeschieden | ausgeschieden | ausgeschieden | –    |
| Männer                    |            |         |         |                  |                  |               |               |               |               |      |
| Amr Ibrahim Mostafa Seoud | 100 m      | –       | –       | 10,22 s          | 4                | ausgeschieden | ausgeschieden | ausgeschieden | ausgeschieden | 22   |
| Amr Ibrahim Mostafa Seoud | 200 m      | –       | –       | 20,81 s          | 4                | ausgeschieden | ausgeschieden | ausgeschieden | ausgeschieden | 36   |
| Hamada Mohamed            | 800 m      | –       | –       | 1:48,05 min      | 1                | 1:48,18 min   | 8             | ausgeschieden | ausgeschieden | 22   |

 Springen und Werfen 
| Athleten                  | Wettbewerb   | Qualifikation | Qualifikation | Finale        | Finale        | Rang |
| Athleten                  | Wettbewerb   | Weite/Höhe    | Rang          | Weite/Höhe    | Rang          | Rang |
| ------------------------- | ------------ | ------------- | ------------- | ------------- | ------------- | ---- |
| Männer                    |              |               |               |               |               |      |
| Mohamed Fathalla Difallah | Weitsprung   | 7,08 m        | 37            | ausgeschieden | ausgeschieden | 37   |
| Mostafa el-Gamel          | Hammerwerfen | 71,36 m       | 29            | ausgeschieden | ausgeschieden | 29   |
| Omar Ahmed el-Ghazaly     | Diskuswerfen | 60,26 m       | 26            | ausgeschieden | ausgeschieden | 26   |
| Ihab Abdelrahman          | Speerwerfen  | 77,35 m       | 29            | ausgeschieden | ausgeschieden | 29   |

### Moderner Fünfkampf
| Athleten       | Fechten | Fechten | Schwimmen   | Schwimmen | Reiten      | Reiten | Combined     | Combined | Punkte | Rang |
| Athleten       | Bilanz  | Punkte  | Zeit        | Punkte    | Zeit        | Punkte | Zeit         | Punkte   | Punkte | Rang |
| -------------- | ------- | ------- | ----------- | --------- | ----------- | ------ | ------------ | -------- | ------ | ---- |
| Frauen         |         |         |             |           |             |        |              |          |        |      |
| Aya Medany     | 20:15   | 880     | 2:18,70 min | 1136      | 79,27 s     | 1124   | 12:31,92 min | 1992     | 5136   | 16   |
| Männer         |         |         |             |           |             |        |              |          |        |      |
| Amro El-Geziry | 18:17   | 832     | 1:55,70 min | 1412      | 1:51,42 min | 856    | 11:42,44 min | 2192     | 5292   | 33   |
| Yasser Hefny   | 17:18   | 808     | 2:05,90 min | 1292      | 80,39 s     | 1080   | 10:25,53 min | 2260     | 5440   | 28   |

### Reiten
| Springreiten    |            |              |      |
| Athleten        | Wettbewerb | Fehlerpunkte | Rang |
| Karim El Zoghby | Einzel     | 10           | 51   |

### Ringen
| Athleten                         | Wettbewerb        | 1. Runde                    | 1. Runde | Achtelfinale       | Achtelfinale  | Viertelfinale      | Viertelfinale | Halbfinale       | Halbfinale    | Hoffnungsrunde Viertelfinale | Hoffnungsrunde Viertelfinale | Hoffnungsrunde Halbfinale | Hoffnungsrunde Halbfinale | Hoffnungsrunde Finale | Hoffnungsrunde Finale | Finale        | Finale        | Rang   |
| Athleten                         | Wettbewerb        | Gegner                      | Ergebnis | Gegner             | Ergebnis      | Gegner             | Ergebnis      | Gegner           | Ergebnis      | Gegner                       | Ergebnis                     | Gegner                    | Ergebnis                  | Gegner                | Ergebnis              | Gegner        | Ergebnis      | Rang   |
| -------------------------------- | ----------------- | --------------------------- | -------- | ------------------ | ------------- | ------------------ | ------------- | ---------------- | ------------- | ---------------------------- | ---------------------------- | ------------------------- | ------------------------- | --------------------- | --------------------- | ------------- | ------------- | ------ |
| Freistil Frauen                  |                   |                             |          |                    |               |                    |               |                  |               |                              |                              |                           |                           |                       |                       |               |               |        |
| Rabab Eid Sayed Awad             | Klasse bis 55 kg  | -                           | -        | Tetyana Lazareva   | 0:5           | ausgeschieden      | ausgeschieden | ausgeschieden    | ausgeschieden | ausgeschieden                | ausgeschieden                | ausgeschieden             | ausgeschieden             | ausgeschieden         | ausgeschieden         | ausgeschieden | ausgeschieden | 16     |
| griechisch-römischer Stil Männer |                   |                             |          |                    |               |                    |               |                  |               |                              |                              |                           |                           |                       |                       |               |               |        |
| Abouhalima Al-Sa’id              | Klasse bis 55 kg  | Spenser Mango               | 1:3      | ausgeschieden      | ausgeschieden | ausgeschieden      | ausgeschieden | ausgeschieden    | ausgeschieden | ausgeschieden                | ausgeschieden                | ausgeschieden             | ausgeschieden             | ausgeschieden         | ausgeschieden         | ausgeschieden | ausgeschieden | 9      |
| Sayed Abdelmonem Sayed Hamed     | Klasse bis 60 kg  | -                           | -        | Levaz Lashki       | 0:3           | ausgeschieden      | ausgeschieden | ausgeschieden    | ausgeschieden | -                            | -                            | Zaur Kuramagomedov        | 1:3                       | ausgeschieden         | ausgeschieden         | ausgeschieden | ausgeschieden | 11     |
| Ashraf El-Gharably               | Klasse bis 66 kg  | -                           | -        | Vincente Alvarado  | 3:1           | Manuchar Tschadaia | 0:3           | ausgeschieden    | ausgeschieden | ausgeschieden                | ausgeschieden                | ausgeschieden             | ausgeschieden             | ausgeschieden         | ausgeschieden         | ausgeschieden | ausgeschieden | 10     |
| Islam Tolba                      | Klasse bis 74 kg  | Neven Žugaj                 | 0:3      | ausgeschieden      | ausgeschieden | ausgeschieden      | ausgeschieden | ausgeschieden    | ausgeschieden | ausgeschieden                | ausgeschieden                | ausgeschieden             | ausgeschieden             | ausgeschieden         | ausgeschieden         | ausgeschieden | ausgeschieden | 16     |
| Karam Ibrahim                    | Klasse bis 84 kg  | -                           | -        | Nenad Žugaj        | 1:3           | Melonin Noumonvi   | 3:1           | Damian Janikowic | 3:1           | -                            | -                            | -                         | -                         | -                     | -                     | Alan Chugajew | 0:3           | Silber |
| Mohamad Abd El Fatah             | Klasse bis 96 kg  | Tsimafei Dzeinichenka       | 1:3      | ausgeschieden      | ausgeschieden | ausgeschieden      | ausgeschieden | ausgeschieden    | ausgeschieden | ausgeschieden                | ausgeschieden                | ausgeschieden             | ausgeschieden             | ausgeschieden         | ausgeschieden         | ausgeschieden | ausgeschieden | 13     |
| Abdelrahman Eltrabily            | Klasse bis 120 kg | -                           | -        | Mijaín López       | 0:3           | ausgeschieden      | ausgeschieden | ausgeschieden    | ausgeschieden | -                            | -                            | Guram Khugaev             | 1:3                       | ausgeschieden         | ausgeschieden         | ausgeschieden | ausgeschieden | 6      |
| Freistil Männer                  |                   |                             |          |                    |               |                    |               |                  |               |                              |                              |                           |                           |                       |                       |               |               |        |
| Ibrahim Farag                    | Klasse bis 55 kg  | Wladimer Chintschegaschwili | 1:3      | ausgeschieden      | ausgeschieden | ausgeschieden      | ausgeschieden | ausgeschieden    | ausgeschieden | Radoslaw Welikow             | 0:3                          | ausgeschieden             | ausgeschieden             | ausgeschieden         | ausgeschieden         | ausgeschieden | ausgeschieden | 6      |
| Hassan Madani                    | Klasse bis 60 kg  | -                           | -        | Didier Païs        | 3:1           | Jong Myong Ri      | 1:3           | ausgeschieden    | ausgeschieden | ausgeschieden                | ausgeschieden                | ausgeschieden             | ausgeschieden             | ausgeschieden         | ausgeschieden         | ausgeschieden | ausgeschieden | 8      |
| Abdou Omar                       | Klasse bis 66 kg  | -                           | -        | Dawit Safarjan     | 0:5 (Forfait) | ausgeschieden      | ausgeschieden | ausgeschieden    | ausgeschieden | ausgeschieden                | ausgeschieden                | ausgeschieden             | ausgeschieden             | ausgeschieden         | ausgeschieden         | ausgeschieden | ausgeschieden | 18     |
| Saleh Emara                      | Klasse bis 96 kg  | -                           | -        | George Gogshelidze | 0:5 (Forfait) | ausgeschieden      | ausgeschieden | ausgeschieden    | ausgeschieden | ausgeschieden                | ausgeschieden                | ausgeschieden             | ausgeschieden             | ausgeschieden         | ausgeschieden         | ausgeschieden | ausgeschieden | 19     |
| El-Desoky Shaban                 | Klasse bis 120 kg | -                           | -        | Tervel Dlagnev     | 1:3           | ausgeschieden      | ausgeschieden | ausgeschieden    | ausgeschieden | ausgeschieden                | ausgeschieden                | ausgeschieden             | ausgeschieden             | ausgeschieden         | ausgeschieden         | ausgeschieden | ausgeschieden | 11     |

### Rudern
| Athleten                         | Wettbewerb                  | Vorlauf     | Vorlauf | Vorlauf       | Hoffnungslauf | Hoffnungslauf | Hoffnungslauf  | Viertelfinale | Viertelfinale | Viertelfinale  | Halbfinale    | Halbfinale    | Halbfinale    | Finale      | Finale | Rang |
| Athleten                         | Wettbewerb                  | Zeit        | Rang    | Qualifikation | Zeit          | Rang          | Qualifikation  | Zeit          | Rang          | Qualifikation  | Zeit          | Rang          | Qualifikation | Zeit        | Rang   | Rang |
| -------------------------------- | --------------------------- | ----------- | ------- | ------------- | ------------- | ------------- | -------------- | ------------- | ------------- | -------------- | ------------- | ------------- | ------------- | ----------- | ------ | ---- |
| Frauen                           |                             |             |         |               |               |               |                |               |               |                |               |               |               |             |        |      |
| Sara Mohamed Baraka Fatma Rashed | Leichtgewichts-Doppelzweier | 7:45,23 min | 6       | Hoffnungslauf | 7:54,01 min   | 6             | Finale C       | ausgeschieden | ausgeschieden | ausgeschieden  | ausgeschieden | ausgeschieden | ausgeschieden | 8:14,17 min | 5      | 17   |
| Männer                           |                             |             |         |               |               |               |                |               |               |                |               |               |               |             |        |      |
| Nour El Din Hassanein            | Einer                       | 7:06,17 min | 3       | Viertelfinale | –             | –             | –              | 7:23,12 min   | 6             | Halbfinale C/D | 7:44,53 min   | 4             | Finale D      | 7:27,19 min | 2      | 20   |
| Omar Emira Mohamed Nofel         | Leichtgewichts-Doppelzweier | 6:59,57 min | 5       | Hoffnungslauf | 6:57,06 min   | 6             | Halbfinale C/D | ausgeschieden | ausgeschieden | ausgeschieden  | 7:19,29 min   | 4             | Finale D      | 7:12,79 min | 2      | 20   |

### Schießen
| Athleten      | Wettbewerb       | Qualifikation | Qualifikation | Finale        | Finale        | Ringe | Rang |
| Athleten      | Wettbewerb       | Ringe         | Rang          | Ringe         | Rang          | Ringe | Rang |
| ------------- | ---------------- | ------------- | ------------- | ------------- | ------------- | ----- | ---- |
| Frauen        |                  |               |               |               |               |       |      |
| Nourhan Amer  | Luftgewehr 10 m  | 391           | 41            | ausgeschieden | ausgeschieden | 391   | 41   |
| Mona Elhawary | Skeet            | 51            | 17            | ausgeschieden | ausgeschieden | 51    | 17   |
| Männer        |                  |               |               |               |               |       |      |
| Karim Wagih   | Luftpistole 10 m | 566           | 38            | ausgeschieden | ausgeschieden | 566   | 38   |
| Amgad Hosen   | Luftgewehr 10 m  | 591           | 29            | ausgeschieden | ausgeschieden | 591   | 29   |
| Mostafa Hamdy | Skeet            | 117           | 18            | ausgeschieden | ausgeschieden | 117   | 18   |
| Azmy Mehelba  | Skeet            | 108           | 36            | ausgeschieden | ausgeschieden | 108   | 36   |
| Ahmed Zaher   | Trap             | 117           | 22            | ausgeschieden | ausgeschieden | 117   | 22   |

### Schwimmen
| Athleten      | Wettbewerb     | Vorlauf | Vorlauf | Halbfinale    | Halbfinale    | Finale        | Finale        | Rang |
| Athleten      | Wettbewerb     | Zeit    | Rang    | Zeit          | Rang          | Zeit          | Rang          | Rang |
| ------------- | -------------- | ------- | ------- | ------------- | ------------- | ------------- | ------------- | ---- |
| Frauen        |                |         |         |               |               |               |               |      |
| Farida Osman  | 50 m Freistil  | 26,34 s | 6       | ausgeschieden | ausgeschieden | ausgeschieden | ausgeschieden | 41   |
| Männer        |                |         |         |               |               |               |               |      |
| Shehab Younis | 50 m Freistil  | 23,16 s | 34      | ausgeschieden | ausgeschieden | ausgeschieden | ausgeschieden | 34   |
| Mazen Metwaly | 10 km Marathon | –       | –       | –             | –             | 1:54:33,2 h   | 24            | 24   |

### Segeln
Fleet Race
| Athleten     | Wettbewerb      | Qualifikation | Qualifikation | Medal Race    | Medal Race    | Punkte | Rang |
| Athleten     | Wettbewerb      | Punkte        | Rang          | Punkte        | Rang          | Punkte | Rang |
| ------------ | --------------- | ------------- | ------------- | ------------- | ------------- | ------ | ---- |
| Männer       |                 |               |               |               |               |        |      |
| Ahmed Habash | Windsurfen RS:X | 373           | 38            | ausgeschieden | ausgeschieden | 373    | 38   |

### Synchronschwimmen
| Athletinnen | Wettbewerb | Qualifikation     | Qualifikation     | Qualifikation  | Qualifikation  | Qualifikation | Qualifikation | Finale         | Finale         | Finale           | Finale           |
| Athletinnen | Wettbewerb | Technische Kür TK | Technische Kür TK | Freie Kür FK-Q | Freie Kür FK-Q | Gesamt        | Gesamt        | Freie Kür FK-F | Freie Kür FK-F | Gesamt TK + FK-F | Gesamt TK + FK-F |
| Athletinnen | Wettbewerb | Punkte            | Rang              | Punkte         | Rang           | Punkte        | Rang          | Punkte         | Rang           | Punkte           | Rang             |
| --- | ---------- | ----------------- | ----------------- | -------------- | -------------- | ------------- | ------------- | -------------- | -------------- | ---------------- | ---------------- |
| Frauen |            |                   |                   |                |                |               |               |                |                |                  |                  |
| Shaza Abdelrahman Dalia El-Gebaly | Duett      | 75,700            | 24                | 76,400         | 24             | 152,100       | 24            | ausgeschieden  | ausgeschieden  | ausgeschieden    | 24               |
| Reem Abdalazem Shaza Abdelrahman Aya Darwish (Reserve) Nour El-Afandi Dalia El-Gebaly Samar Hassounah Youmna Khallaf Mai Mohamed Mariam Omar | Gruppe     | 77,600            | 7                 | –              | –              | –             | –             | 78,360         | 7              | 155,960          | 7                |

### Taekwondo
| Athleten          | Wettbewerb       | Achtelfinale   | Achtelfinale | Viertelfinale   | Viertelfinale | Halbfinale    | Halbfinale    | Hoffnungsrunde Halbfinale | Hoffnungsrunde Halbfinale | Hoffnungsrunde Finale | Hoffnungsrunde Finale | Finale        | Finale        | Rang |
| Athleten          | Wettbewerb       | Gegner         | Ergebnis     | Gegner          | Ergebnis      | Gegner        | Ergebnis      | Gegner                    | Ergebnis                  | Gegner                | Ergebnis              | Gegner        | Ergebnis      | Rang |
| ----------------- | ---------------- | -------------- | ------------ | --------------- | ------------- | ------------- | ------------- | ------------------------- | ------------------------- | --------------------- | --------------------- | ------------- | ------------- | ---- |
| Frauen            |                  |                |              |                 |               |               |               |                           |                           |                       |                       |               |               |      |
| Hedaya Malak      | Klasse bis 57 kg | Robin Cheong   | 17:6         | Marlène Harnois | 6:8           | ausgeschieden | ausgeschieden | ausgeschieden             | ausgeschieden             | ausgeschieden         | ausgeschieden         | ausgeschieden | ausgeschieden | 9    |
| Seham Sawalhy     | Klasse bis 67 kg | Elin Johansson | 0:6          | ausgeschieden   | ausgeschieden | ausgeschieden | ausgeschieden | ausgeschieden             | ausgeschieden             | ausgeschieden         | ausgeschieden         | ausgeschieden | ausgeschieden | 11   |
| Männer            |                  |                |              |                 |               |               |               |                           |                           |                       |                       |               |               |      |
| Tamer Bayoumi     | Klasse bis 58 kg | N. Mamajew     | 0:1          | Lee Dae-hoon    | 10:11         | ausgeschieden | ausgeschieden | Pen-Ek Karaket            | 4:6                       | ausgeschieden         | ausgeschieden         | ausgeschieden | ausgeschieden | 7    |
| Abdelrahman Ahmed | Klasse bis 80 kg | Tommy Mollet   | 8:9          | ausgeschieden   | ausgeschieden | ausgeschieden | ausgeschieden | ausgeschieden             | ausgeschieden             | ausgeschieden         | ausgeschieden         | ausgeschieden | ausgeschieden | 11   |

### Tischtennis
| Athleten                                    | Wettbewerb | Vorrunde     | Vorrunde | 1. Runde            | 1. Runde | 2. Runde          | 2. Runde | 3. Runde     | 3. Runde | 4. Runde | 4. Runde | Viertelfinale | Viertelfinale | Halbfinale | Halbfinale | Finale | Finale   | Rang |
| Athleten                                    | Wettbewerb | Gegner       | Ergebnis | Gegner              | Ergebnis | Gegner            | Ergebnis | Gegner       | Ergebnis | Gegner   | Ergebnis | Gegner        | Ergebnis      | Gegner     | Ergebnis   | Gegner | Ergebnis | Rang |
| ------------------------------------------- | ---------- | ------------ | -------- | ------------------- | -------- | ----------------- | -------- | ------------ | -------- | -------- | -------- | ------------- | ------------- | ---------- | ---------- | ------ | -------- | ---- |
| Frauen                                      |            |              |          |                     |          |                   |          |              |          |          |          |               |               |            |            |        |          |      |
| Nadeen El-Dawlatly                          | Einzel     | –            | –        | Mie Skov            | 0:4      | –                 | –        | –            | –        | –        | –        | –             | –             | –          | –          | –      | –        | 49   |
| Dina Meshref                                | Einzel     | Offiong Edem | 4:2      | Jana Noskowa        | 4:3      | Elizabeta Samara  | 1:4      | –            | –        | –        | –        | –             | –             | –          | –          | –      | –        | 33   |
| Nadeen El-Dawlatly Dina Meshref Raghd Magdy | Mannschaft | –            | –        | Niederlande         | 0:3      | –                 | –        | –            | –        | –        | –        | -             | -             | -          | -          | -      | -        | 9    |
| Männer                                      |            |              |          |                     |          |                   |          |              |          |          |          |               |               |            |            |        |          |      |
| Omar Assar                                  | Einzel     | –            | –        | Jaroslaw Schmudenko | 4:1      | Panagiotis Gionis | 0:4      | –            | –        | –        | –        | –             | –             | –          | –          | –      | –        | 33   |
| El-Sayed Lashin                             | Einzel     | –            | –        | Par Gerell          | 4:3      | Zoran Primorac    | 4:3      | Jun Mizutani | 1:4      | –        | –        | –             | –             | –          | –          | –      | –        | 17   |
| Omar Assar El-Sayed Lashin Ahmed Saleh      | Mannschaft | –            | –        | Österreich          | 0:3      | –                 | –        | –            | –        | –        | –        | -             | -             | -          | -          | -      | -        | 9    |

### Turnen

#### Gerätturnen
| Athleten                      | Wettbewerb      | Qualifikation | Qualifikation | Finale        | Finale        | Rang |
| Athleten                      | Wettbewerb      | Punkte        | Rang          | Punkte        | Rang          | Rang |
| ----------------------------- | --------------- | ------------- | ------------- | ------------- | ------------- | ---- |
| Frauen                        |                 |               |               |               |               |      |
| Sherine Ahmed Elzeiny         | Schwebebalken   | 12,733        | 53            | ausgeschieden | ausgeschieden | 53   |
| Sherine Ahmed Elzeiny         | Boden           | 11,000        | 82            | ausgeschieden | ausgeschieden | 82   |
| Salma Mahmoud El Said Mohamed | Stufenbarren    | 12,566        | 63            | ausgeschieden | ausgeschieden | 63   |
| Salma Mahmoud El Said Mohamed | Schwebebalken   | 13,066        | 42            | ausgeschieden | ausgeschieden | 42   |
| Salma Mahmoud El Said Mohamed | Boden           | 12,500        | 69            | ausgeschieden | ausgeschieden | 69   |
| Salma Mahmoud El Said Mohamed | Einzelmehrkampf | 51,665        | 41            | ausgeschieden | ausgeschieden | 41   |
| Männer                        |                 |               |               |               |               |      |
| Mohamed Sherif Elsaharty      | Boden           | 13,900        | 56            | ausgeschieden | ausgeschieden | 56   |
| Mohamed Sherif Elsaharty      | Pauschenpferd   | 12,600        | 57            | ausgeschieden | ausgeschieden | 57   |
| Mohamed Sherif Elsaharty      | Ringe           | 13,566        | 61            | ausgeschieden | ausgeschieden | 61   |
| Mohamed Sherif Elsaharty      | Sprung          | 15,483        | 12            | ausgeschieden | ausgeschieden | 12   |
| Mohamed Sherif Elsaharty      | Barren          | 13,400        | 65            | ausgeschieden | ausgeschieden | 65   |
| Mohamed Sherif Elsaharty      | Reck            | 13,666        | 52            | ausgeschieden | ausgeschieden | 52   |
| Mohamed Sherif Elsaharty      | Einzelmehrkampf | 82,598        | 37            | ausgeschieden | ausgeschieden | 37   |

#### Rhythmische Sportgymnastik
| Athletinnen           | Wettbewerb       | Qualifikation | Qualifikation | Finale        | Finale        | Rang |
| Athletinnen           | Wettbewerb       | Punkte        | Rang          | Punkte        | Rang          | Rang |
| --------------------- | ---------------- | ------------- | ------------- | ------------- | ------------- | ---- |
| Frauen                |                  |               |               |               |               |      |
| Yasmine Mohmed Rostom | Mehrkampf Einzel | 96,250        | 23            | ausgeschieden | ausgeschieden | 23   |